# Dedžima
Dedžima (japonsko: 出島, »izhodni otok«), v 17. stoletju imenovan tudi Cukišima (築島, »zgrajeni otok«), je bil umetni otok ob Nagasakiju na Japonskem, ki je služil kot trgovska postaja za Portugalce (1570 –1639) in nato Nizozemce (1641–1854). 220 let je bila osrednji kanal za zunanjo trgovino in kulturno izmenjavo z Japonsko v izolacionističnem obdobju Edo (1600–1869) in edino japonsko ozemlje, odprto za Zahodnjake.
Dedžima, ki je obsegala 120 m × 75 m ali 9000 m², je nastala leta 1636 tako, da so izkopali kanal skozi majhen polotok in ga povezali s celino z majhnim mostom. Otok je zgradil Šogunat Tokugava, katerega izolacionistična politika je skušala ohraniti obstoječi družbenopolitični red tako, da je tujcem prepovedala vstop na Japonsko, medtem ko je večini Japoncev prepovedala odhod. Dedžima je nastanila portugalske trgovce in jih ločila od japonske družbe, medtem ko bi še vedno omogočala donosno trgovino z Zahodom.
Po uporu večinoma katoliških spreobrnjencev so bili leta 1639 vsi Portugalci izgnani, Nizozemci pa so bili leta 1641 preseljeni v Dedžimo, čeprav pod strožjim nadzorom: javno izražanje krščanstva je bilo prepovedano, stiki med nizozemskimi in japonskimi trgovci pa strogo regulirani. Do sredine 19. stoletja so bili Nizozemci edini zahodnjaki z ekskluzivnim dostopom do japonskega blaga ter v manjši meri do družbe in kulture. Dedžima je posledično igrala ključno vlogo v japonskem gibanju rangaku (蘭學, »nizozemsko učenje«), organiziranem znanstvenem prizadevanju za učenje nizozemskega jezika, da bi razumeli zahodno znanost, medicino in tehnologijo.
Po Kanagavski pogodbi leta 1854, ki je Japonsko v celoti odprla za zunanjo trgovino in diplomatske odnose, je bila Dedžima ukinjena in pozneje združena v mesto Nagasaki z melioracijo zemlje. Leta 1922 je bila »Nizozemska trgovska postaja Dedžima« označena za japonsko nacionalno zgodovinsko mesto in v 21. stoletju potekajo nenehna prizadevanja za obnovitev Dedžime kot otoka.

## Zgodovina
Leta 1543 se je zgodovina neposrednega stika med Japonsko in Evropo začela s prihodom portugalskih trgovcev, ki so jih viharji zanesli na Tanegašimo, danes eden izmed otokov Ōsumi, ki pripada prefekturi Kagošima. Šest let pozneje je jezuitski misijonar Frančišek Ksaverij pristal v Kagošimi. Sprva so imeli portugalski trgovci sedež v Hiradu, vendar so se preselili v iskanju boljšega pristanišča. Leta 1570 se je daimjo Ōmura Sumitada spreobrnil v katolištvo (za svoje krščansko ime je izbral Bartolomeu) in sklenil dogovor s Portugalci o razvoju Nagasakija; kmalu je bilo pristanišče odprto za trgovino. Leta 1580 je Sumitada dal pristojnost Nagasakija jezuitom, Portugalci pa so pridobili dejanski monopol nad trgovino s svilo s Kitajsko preko Macaua. Šogun Tokugava Iemicu je leta 1634 odredil gradnjo umetnega otoka, da bi naselil portugalske trgovce, ki so živeli v Nagasakiju in preprečil širjenje njihove vere. To je bil eden od mnogih ediktov, ki jih je Iemicu izdal med letoma 1633 in 1639 in ublažil stike med Japonsko in drugimi državami. Vendar pa se je vlada Tokugava leta 1639 kot odgovor na vstajo pretežno krščanskega prebivalstva v regiji Šimabara-Amakusa odločila Portugalce izgnati.
Od leta 1609 je Nizozemska vzhodnoindijska družba vodila trgovsko postajo na otoku Hirado. Odhod Portugalcev je pustil nizozemske zaposlene v Vereenigde Oostindische Compagnie (VOC) kot edine zahodnjake s trgovskim dostopom do Japonske. 33 let so lahko razmeroma svobodno trgovali. V največjem obsegu je trgovska postojanka Hirado (平戸オランダ商館, Hirado Oranda Šōkan) pokrivala veliko območje.
V letih 1637 in 1639 so bila na območju trgovske postaje Hirado zgrajena kamnita skladišča. Letnice krščanske dobe so bile vklesane na kamnitih delih novih skladišč in leta 1640 so bile uporabljene kot pretveza za rušenje stavb in selitev trgovske postaje v Nagasaki.
Z izgonom zadnjega Portugalca leta 1639 je Dedžima postala propadla trgovska postaja in brez letnega trgovanja s portugalskimi ladjami iz Macaua je gospodarstvo Nagasakija močno trpelo. Vladni uradniki so Nizozemce prisilili, da so se preselili iz Hirada v Dedžimo pri Nagasakiju. Od leta 1641 naprej so smele na Japonsko pripluti samo kitajske in nizozemske ladje, pristanišče Nagasaki pa je bilo edino pristanišče, v katerega so lahko vstopile.

## Organizacija
Na upravni ravni je bil otok Dedžima del mesta Nagasaki. 25 lokalnih japonskih družin, ki so imele v lasti zemljo, je od Nizozemcev prejelo letno najemnino. Dedžima je bil majhen otok, 120 krat 75 metrov, povezan s celino z majhnim mostom, varovanim na obeh straneh in z vrati na nizozemski strani. Na njem so bile hiše za približno dvajset Nizozemcev, skladišča in bivališča za japonske uradnike. Nizozemce je opazovalo več japonskih uradnikov, vratarjev, nočnih čuvajev in nadzornika (otona 乙名) s približno petdesetimi podrejenimi. Številni trgovci so dobavljali blago, služilo pa je približno 150 tolmačev (cūdži 通詞). Vse jih je moral plačati VOC. Kot mesto Nagasaki je bila Dedžima pod neposrednim nadzorom Eda preko guvernerja (Nagasaki bugjō).
Vsaka ladja, ki je prispela v Dedžimo, je bila pregledana. Njena jadra so zadržali Japonci, dokler ladje niso izpustili. Zaplenili so nabožne knjige in orožje. Krščanske cerkve so bile na otoku prepovedane in Nizozemci niso smeli opravljati nobenih verskih obredov.
Kljub finančnemu bremenu vzdrževanja izolirane postojanke na Dedžimi je bila trgovina z Japonsko za Nizozemce zelo donosna, saj je na začetku prinašala 50 % ali več dobička. Trgovina je v 18. stoletju upadla, saj sta lahko le dve ladji na leto pristali v Dedžimi. Po bankrotu Vzhodnoindijske družbe leta 1795 je nizozemska vlada prevzela menjavo z Japonsko. Časi so bili še posebej težki, ko je bila Nizozemska (takrat imenovana Batavska republika) pod francosko napoleonsko oblastjo. V Dedžimi so bile pretrgane vse vezi z domovino in nekaj časa je bil to edini kraj na svetu, kjer je plapolala nizozemska zastava.
Šefa trgovinske postaje VOC na Japonskem so Nizozemci imenovali Opperhoofd (vrhovni glavar v nizozemščini), Japonci pa Kapitan (iz portugalščine capitão). Ta opisni naslov se ni spremenil, ko je VOC bankrotiral in je trgovanje z Japonsko nadaljevala nizozemska indijska družba v Bataviji. V skladu s pravili Sakoku Šogunata Tokugava je moral VOC vsako leto prenesti in zamenjati opperhoofda z novim. In od vsakega se je pričakovalo, da bo odpotoval v Edo, da bi se poklonil šogunu.

## Trgovina
Prvotno so Nizozemci trgovali predvsem s svilo, bombažem in materia medica iz Kitajske in Indije, kasneje pa je postal pomembnejši sladkor. Iz Formoze (sodobni Tajvan) so na Japonsko prepeljali tudi jelenove kože in kožo morskega psa, iz Evrope pa tudi knjige, znanstvene instrumente in številne druge redkosti. V zameno so nizozemski trgovci kupovali japonski baker, srebro, kafro, porcelan, lakirane predmete in riž.
K temu je bila dodana osebna trgovina zaposlenih VOC na Dedžimi, ki je bila pomemben vir dohodka za njih in njihove japonske kolege. Japoncem so od konca 18. do začetka 19. stoletja prodali več kot 10.000 tujih knjig o različnih znanstvenih temah. Ti so postali osnova znanja in dejavnik v gibanju Rangaku ali nizozemsko učenje.

## Ladje
V dveh stoletjih poselitve, od 1641 do 1847, je v Dedžimo priplulo skupaj 606 nizozemskih ladij.
- Prvo obdobje, od leta 1641 do 1671, je bilo precej svobodno in vsako leto je bilo v povprečju sedem nizozemskih ladij (12 se jih je v tem obdobju potopilo).
- Od leta 1671 do 1715 je smelo približno pet nizozemskih ladij vsako leto obiskati Dedžima.
- Od leta 1715 sta bili vsako leto dovoljeni le dve ladji, leta 1790 pa je bil to število zmanjšano na eno, leta 1799 pa ponovno povečano na dve ladji.
- Med napoleonskimi vojnami (1803–1815), v katerih je Nizozemsko zasedla Francija, nizozemske ladje niso plule neposredno na Japonsko zaradi možnosti, da bi jih zajele ladje kraljeve mornarice. Zanašali so se na »nevtralne« ameriške in danske ladje. Nizozemsko je priključil Napoleon Bonaparte (1810–1813), medtem ko je Britanija zavzela več nizozemskih kolonialnih posesti in po invaziji na Javo leta 1811 je bila Dedžima edini kraj na svetu, kjer je še vedno plapolala nizozemska zastava, kot je ukazal komisar Hendrik Doeff.
- Leta 1815 je bila Nizozemska vzhodna Indija vrnjena pod nadzor Nizozemske in reden nizozemski trgovski promet je bil ponovno vzpostavljen.

## Trgovinska politika
Dvesto let tujim trgovcem na splošno ni bilo dovoljeno oditi iz mesta Dedžima v Nagasaki. Japonskim civilistom je bil prav tako prepovedan vstop v Dedžimo, razen tolmačem, kuharjem, mizarjem, uradnikom in žensk za užitek iz čajnic Marujama. Te jūdžo so od leta 1642 ročno izbirali Japonci, pogosto proti njihovi volji. Od 18. stoletja je bilo nekaj izjem od tega pravila, zlasti po doktrini Tokugave Jošimuneja o spodbujanju evropskih praktičnih znanosti. Nekaj Oranda-jukijem ("tistih, ki so ostali pri Nizozemcih") je bilo dovoljeno ostati dlje časa, vendar so se morali redno javljati japonski stražarski postaji. Enkrat na leto so se Evropejci v spremstvu smeli udeležiti slovesnosti v svetišču Suva. Včasih so bili zdravniki, kot so Engelbert Kaempfer, Carl Peter Thunberg in Philipp Franz von Siebold, poklicani k visokim japonskim pacientom z dovoljenjem oblasti. Od 18. stoletja je Dedžima postala znana po vsej Japonski kot središče medicine, vojaške znanosti in astronomije. Mnogi samuraji so tja potovali zaradi »nizozemskih študij« (Rangaku).
Poleg tega je bil Opperhoofd obravnavan kot predstavnik tributarne države, kar je pomenilo, da je moral obiskati in se pokloniti šogunu v Edu. Nizozemska delegacija je v Edo potovala vsako leto med letoma 1660 in 1790, nato pa enkrat na štiri leta. Ta pravica je bila kitajskim trgovcem zavrnjena. Dolgotrajno potovanje do šogunskega dvora je prekinilo dolgčas nizozemskega bivanja, a je bilo drago. Vladni uradniki so jim vnaprej in podrobno povedali, katera (draga) darila pričakujejo na dvoru, kot so astrolabi, par očal, teleskopi, globusi, medicinski instrumenti, medicinske knjige ali eksotične živali in tropske ptice. V zameno je nizozemska delegacija od šoguna dobila nekaj daril. Ob prihodu v Edo so morali Opperhoofd in njegovo spremstvo (običajno njegov pisar in zdravnik) počakati v Nagasakiju (長崎屋), njihovem obveznem prebivališču, dokler niso bili poklicani na dvor. Med vladavino nekoliko ekscentričnega šoguna Tokugave Cunajošija naj bi izvajali nizozemske plese in pesmi za zabavo šoguna, pravi Engelbert Kaempfer. Priložnost približno dvo- do tritedenskega bivanja v prestolnici pa sta izkoristila tudi za izmenjavo znanja z učenimi Japonci in za ogled mesta v spremstvu.

## Novitete uvedene na Japonsko
- Fotografija, prva predavanja o fotografiji, ki jih je Japoncem leta 1856 dal otoški zdravnik dr. J. K. van den Broek.
- Badminton, šport, ki izvira iz Indije, so v 18. stoletju uvedli Nizozemci; omenjeno je v Sayings of the Dutch.
- Biljard so na Japonskem uvedli v Dedžimi leta 1764; na slikah Kavahara Keiga (川原慶賀) je označen kot »miza za udarce žoge« (玉突の場).
- Zdi se, da je bilo pivo uvoženo v obdobju izolacije. Nizozemski guverner Doeff je svoje pivo izdeloval v Nagasakiju po prekinitvi trgovine med napoleonskimi vojnami. Lokalna proizvodnja piva se je začela na Japonskem leta 1880.
- Deteljico so na Japonskem uvedli Nizozemci kot znak za embalažo za lomljiv tovor. Japonci so jo poimenovali »bela embalaža« (シロツメクサ), glede na njene bele cvetove.
- Kavo so na Japonskem predstavili Nizozemci pod imenom Moka in koffie. Slednje ime se pojavlja v japonskih knjigah iz 18. stoletja. Siebold se nanaša na japonske ljubitelje kave v Nagasakiju okoli leta 1823.
- Najstarejši klavir na Japonskem je predstavil Siebold leta 1823, kasneje pa ga je dal trgovcu po imenu Kumaja (熊谷). Klavir je danes na ogled v umetniškem muzeju Kumaja (熊谷美術館) v mesu Hagi.
- Barvo (katran), ki se uporablja za ladje, so uvedli Nizozemci. Prvotno nizozemsko ime (pek) je prevzelo tudi japonsko (Penki/ペンキ).
- Zelje in paradižnik so v 17. stoletju uvedli Nizozemci.
- Čokolada je bila predstavljena med letoma 1789 in 1801; omenjena je kot pijača v hišah užitka Marujama.

## Center za usposabljanje Nagasaki
Po prisilnem odprtju Japonske s strani komodorja ameriške mornarice Perryja leta 1854 je bakufu nenadoma povečal svoje stike z Dedžimo, da bi pridobil znanje o zahodnih metodah ladjarstva. Center za usposabljanje Nagasaki (長崎海軍伝習所, Nagasaki Kaigun Denšūšo), Inštitut za pomorsko usposabljanje, je leta 1855 ustanovila vlada šōguna na vhodu v Dedžime, da bi omogočila največji stik z nizozemskim pomorskim znanjem in izkušnjami. Center je bil opremljen s prvim japonskim parnikom Kankō Maru, ki ga je istega leta dodelila nizozemska vlada. Bodoči admiral Enomoto Takeaki je bil eden od študentov centra za usposabljanje.

## Rekonstrukcija
Trgovska postojanka Nizozemske vzhodnoindijske družbe v Dedžimi je bila ukinjena, ko je Japonska leta 1858 sklenila Kanagavsko pogodbo z ZDA. S tem je bila Dedžima v času nacionalne izolacije ukinjena kot edino okno Japonske v zahodni svet. Od takrat se je otok razširil z melioracijo in združil v Nagasaki. Obsežna prenova pristanišča Nagasaki leta 1904 je zakrila njegovo prvotno lokacijo. Prvotni obris otoka Dedžima je bil označen z zakovicami; a ko bo obnova napredovala, bo območje otoka lažje videti na prvi pogled.
Danes je Dedžima delo v teku. Otok je bil leta 1922 razglašen za nacionalno zgodovinsko mesto, vendar so nadaljnji koraki sledili počasi. Restavratorska dela so se začela leta 1953, vendar je ta projekt zamrl. Leta 1996 se je začela obnova Dedžime z načrti za rekonstrukcijo 25 stavb v njihovem stanju iz zgodnjega 19. stoletja. Za boljši prikaz pahljačaste oblike Dedžima je projekt predvideval obnovo le delov obdajajočega zidu nasipa, ki je nekoč obdajal otok. Uporabili naj bi stavbe, ki so ostale iz obdobja Meidži.
Leta 2000 je bilo dokončanih in odprtih za javnost pet stavb, vključno s prostorom namestnika proizvodne četrti. Spomladi 2006 so bili dokončani rezidenca glavnega šefa, urad japonskih uradnikov, prostori glavnega uradnika, skladišče št. 3 in morska vrata. Trenutno je na celotnem območju obnovljenih približno 10 stavb.
Leta 2017 je bilo obnovljenih šest novih stavb in most Omotemon-Baši (stari most na kopno). Most je bil uradno odprt ob navzočnosti članov japonske in nizozemske kraljeve družine.
Dolgoročno načrtovanje predvideva, da bo Dedžima z vseh štirih strani obdana z vodo; njegova značilna pahljačasta oblika in vsi njeni obrežni zidovi bodo v celoti obnovljeni. Ta dolgoročni načrt bo vključeval obsežno urbanistično prenovo tega območja. Da bi Dedžimo ponovno spremenili v otok, bo treba preusmeriti reko Nakašima in premakniti del ceste 499.
== Vodje trgovskih postaj (Opperhoofden)[edit]
Opperhoofd je nizozemska beseda (množina opperhoofden), ki dobesedno pomeni »vrhovna glava«. Japonci so šefe trgovskih postaj imenovali kapitan, kar izhaja iz portugalskega capitão (prim. latinsko caput, glava). V svoji zgodovinski rabi je beseda guvernerski naziv, primerljiv z angleškim Chief factor, za glavnega izvršnega direktorja nizozemske factory v smislu trgovske postaje, ki jo vodi faktor, tj. agent.

## Galerija
- Nizozemci s Keiseis (kurtizanami), Nagasaki, ok. 1800
- Hendrik Doeff in balijski služabnik v Dejima, japonska slika, ok. začetek 19. stoletja
- Spomenik, ki ga je v Dedžimi postavil Siebold v čast Kaempferju in Thunbergu
- Maketa nizozemske trgovske postaje na ogled v Dedžima (1995)